# Iruya
Iruya ist ein Dorf im Nordwesten Argentiniens. Es ist die Hauptstadt des Departamentos Iruya in der Provinz Salta und Verwaltungssitz der gleichnamigen Gemeinde Iruya.
Das Dorf liegt auf einer Höhe von 2780 m und ist von den beiden Flüssen Iruya (auch Colanzulí genannt) und Milmahuasi umgeben.
In Iruya leben etwa 1070 Einwohner fast ausschließlich indigener Abstammung. Die Haupteinnahmequellen sind Landwirtschaft und Tourismus.

## Lage
Zum Grenzort La Quiaca an der bolivianischen Grenze sind es ca. 60 km. Im Westen, 25 km Luftlinie davon entfernt, liegt Abra Pampa, die Hauptstadt des Departamentos Cochinoca der Provinz Jujuy.
Die präkolumbianischen Ruinen von Titiconte liegen etwa 5 km nordöstlich von Iruya. 8 km nördlich von Iruya liegt das Dorf San Isidro, 6 km südlich befindet sich das Dorf Pueblo Viejo.

## Klima
Durch seine Lage auf einer Höhe von 2780 Metern verfügt Iruya über ein gemäßigtes Bergklima. Nahezu der gesamte Jahresniederschlag fällt während des Sommers von Dezember bis März. Während dieser Zeit erreichen die Temperaturen tagsüber bis zu 24 °C. Nachts kühlt es sich auf bis zu 11 °C ab. Häufig gibt es Gewitter.
Der Herbst bringt oftmals Frost und trockene, angenehme Tage bei etwa 20 °C. Im Winter, der von Mai bis September dauert, sind die Tage durch einen hohen Temperaturgang gekennzeichnet: Während die Temperaturen tagsüber auf bis zu 17 °C steigen, sinken sie nachts auf Werte deutlich unter null, auf bis zu −10 °C. Winterliche Niederschläge sind wegen der Trockenheit in dieser Zeit selten.
Auch der Frühling verfügt über warme Tage und kalte Nächte. Die Höchsttemperaturen sind in dieser Zeit die gleichen wie im Sommer, die Nächte sind allerdings viel kälter. Morgens ist es manchmal frostig.
Östlich von Iruya, wo die Ausläufer der Anden häufig 1500 mm Jahresniederschlag übertreffen, ist der Niederschlag deutlich höher als in Iruya. Im Unterschied dazu sind es 200 mm im westlichen Hochland. Iruya liegt zwischen diesen beiden Gebieten.

## Geschichte
Iruya wurde 1753 gegründet, die ersten Bewohner siedelten sich jedoch schon etwa 100 Jahre zuvor dort an. Es waren hauptsächlich Indios, deren älteste Wurzeln auf die Ocloyas zurückgehen, ein Volk, das zur Ethnie der Kolla gehörte, die aus dem Kollasuyo stammen, einer der vier Regionen des Inka-Reiches.
Die ersten Bewohner lebten von Landwirtschaft und Viehzucht. Unter anderem bauten sie Mais und Kartoffeln an und zogen Schafe, Ziegen und Lamas auf. Später wurde Iruya ein Durchgangsort für den Warentransport vom Puna-Hochland bis zum Fluss San Francisco.
Der Name Iruya stammt aus dem Quechua, der Reichssprache der Inkas, und bedeutet so viel wie „reichlich Stroh“.

## Veranstaltungen

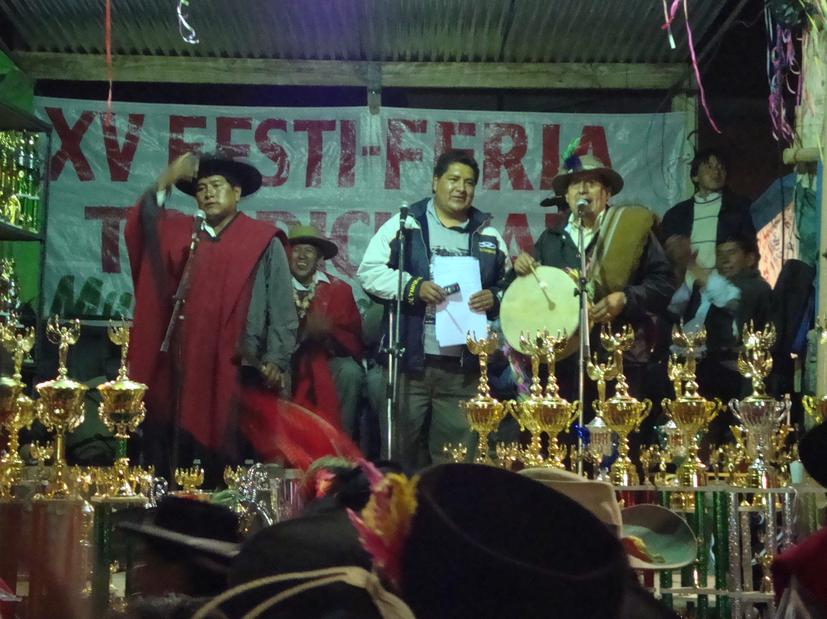
Fiesta de la Copla in Iruya

- Der Karneval von Iruya beginnt alljährlich mit der Fiesta de la Copla, jeweils am Wochenende zweieinhalb Wochen vor Beginn der Fastenzeit und endet am Tag vor Aschermittwoch.[8]

- Jeweils am 1. August beginnt das dreitägige Fest Fiesta de la Pachamama zu Ehren der Gottheit Pachamama.[9]

- Am 15. und 16. August findet die Fiesta en honorar a San Roque statt, ein religiöses Fest mit lokalen Riten und traditioneller Musik der Region Iruya.[2]

- Das Fest der Nuestra Señora del Rosario, der örtlichen Schutzheiligen, wird regelmäßig an jedem ersten Sonntag im Oktober gefeiert. Es werden rituelle Tänze aus dem Cachís mit Masken, die den Kampf zwischen Gut und Böse darstellen, aufgeführt. Zahlreiche Pilger und Händler feiern mit den Einheimischen.[6]

- Am 1. und 2. November findet Allerseelen (día de las almas) statt, ein katholischer Gedenktag zu Ehren der Verstorbenen.[2]

## Sonstiges
- Iruya gehört zum artenreichen Biosphärenreservat Las Yungas.[10][11]

- 2007 drehte die US-amerikanische Werbeagentur BBDO in Iruya einen Werbeclip für die Guinness-Brauerei. Der Film wurde vollständig mit der einheimischen Bevölkerung gedreht und ist mit einem Budget von 20 Millionen Dollar der bislang teuerste aller Werbefilme von Guinness.[12] Film: youtube.com.

- Seit 2008 gibt es das Online-Magazin „Notiruya“, das Veranstaltungen, Geschichte, Geografie, Musik und die in Iruya gelebte Andenkultur thematisiert.[13]

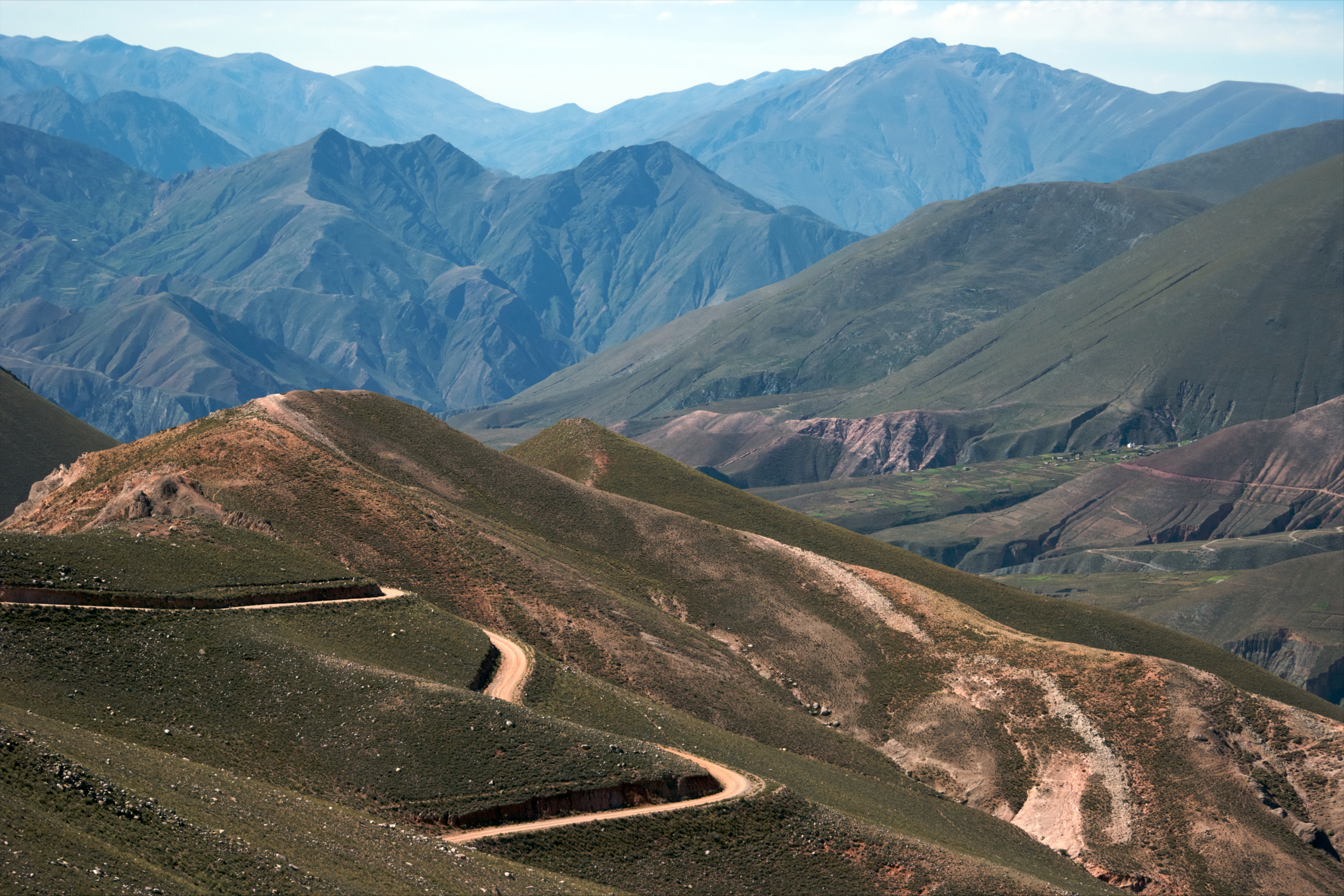
Straße nach Iruya
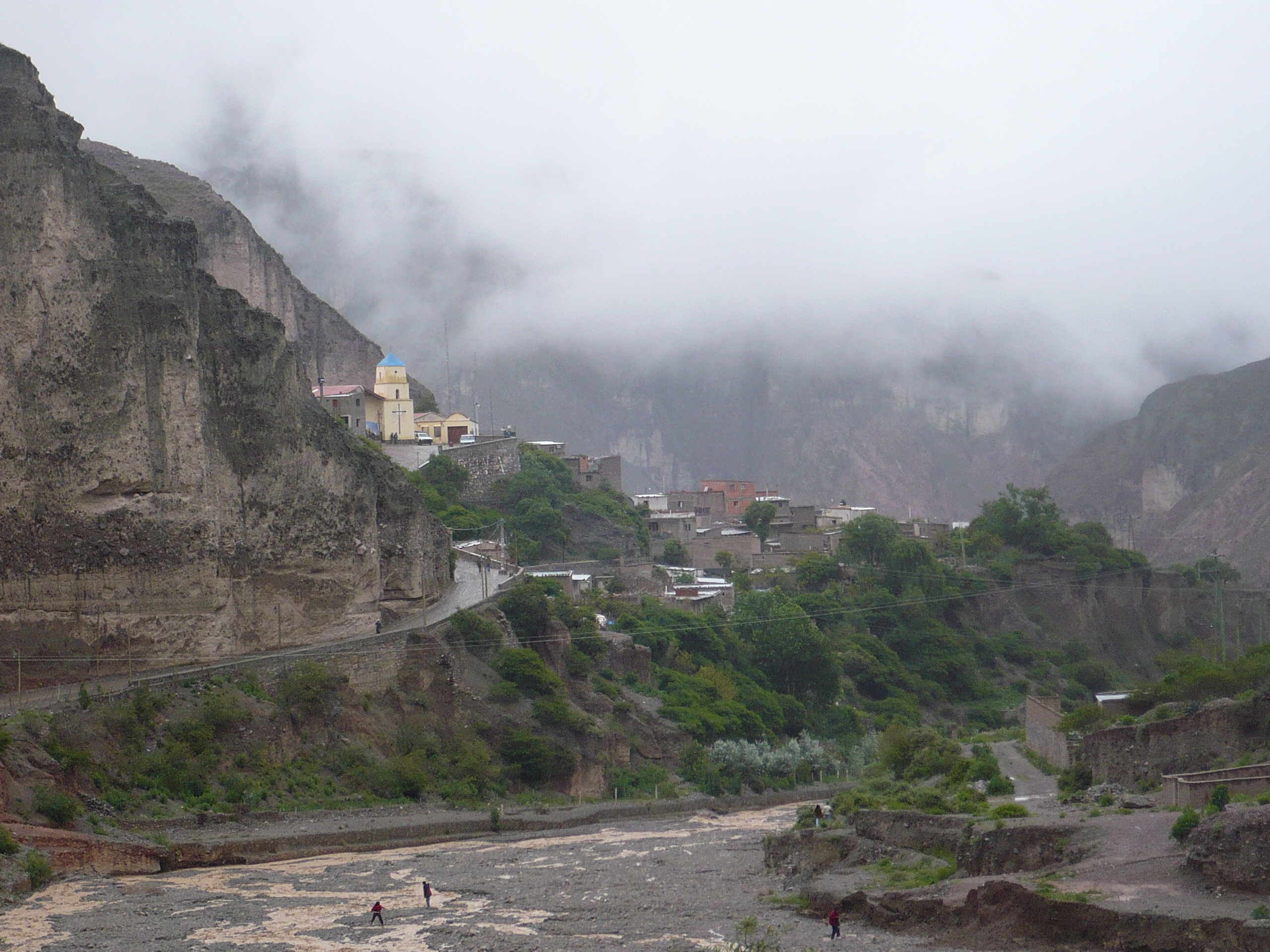
Blick auf Iruya
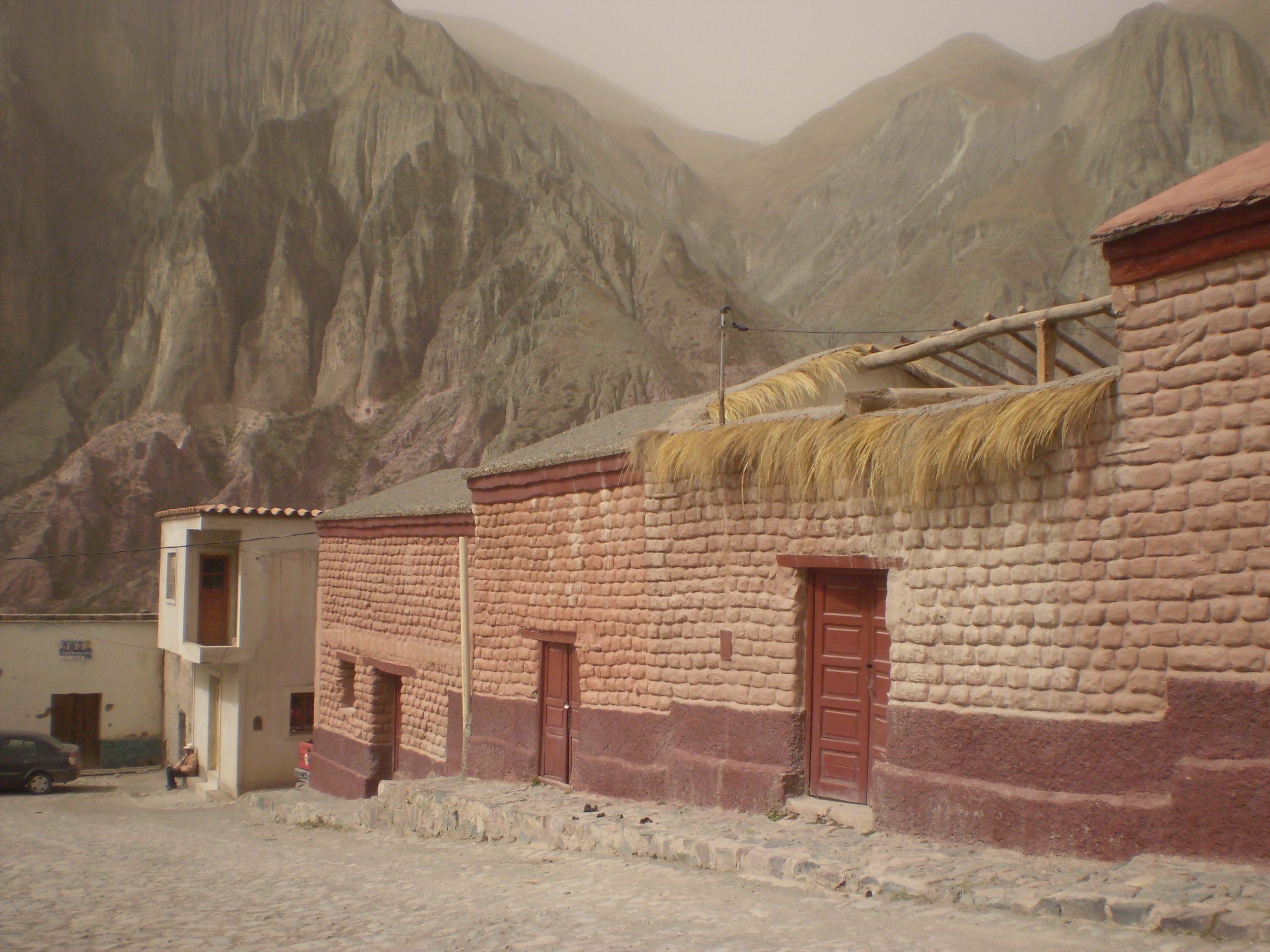
Im Dorf Iruya